# Notolabrus parilus
Notolabrus parilus là một loài cá biển thuộc chi Notolabrus trong họ Cá bàng chài. Loài này được mô tả lần đầu tiên vào năm 1850.

## Từ nguyên
Từ định danh parilus xuất phát từ cái tên "paril", vốn là tên thông thường của loài cá này được đặt bởi các cư dân bản địa phía nam Tây Úc.

## Phạm vi phân bố và môi trường sống
N. parilus có phạm vi phân bố ở Đông Nam Ấn Độ Dương. Đây là một loài đặc hữu của vùng bờ biển phía đông nam và nam của Úc, được ghi nhận từ bang Victoria, trải dài dọc theo bờ biển Nam Úc và ngược lên phía bắc đến Tây Úc.
N. parilus sống gần các rạn đá ngầm ở độ sâu đến 20 m, và cũng được tìm thấy trong các thảm cỏ biển ở Tây Úc.

## Mô tả
N. parilus có chiều dài cơ thể tối đa được ghi nhận là 49 cm. Cá đực trưởng thành có màu nâu đỏ sẫm hoặc nâu sẫm (trắng ở bụng) với một hàng đốm trắng dọc theo chiều dài cơ thể (bên dưới đường bên). Thân lốm đốm màu vàng kim. Cá con và cá cái có nhiều biến thể màu sắc, từ xanh lục, nâu lục đến nâu đỏ nhạt. Thân lốm đốm trắng với các vệt sọc nâu.
Số gai ở vây lưng: 9; Số tia vây ở vây lưng: 11; Số gai ở vây hậu môn: 3; Số tia vây ở vây hậu môn: 10; Số gai ở vây bụng: 1; Số tia vây ở vây bụng: 5; Số tia vây ở vây ngực: 14.

## Sinh thái
N. parilus là loài lưỡng tính tiền nữ; cá cái chuyển đổi giới tính thành cá đực khi được 6 năm tuổi. Chúng thuần thục sinh dục khi được 3 năm tuổi. Tuổi thọ tối đa được ghi nhận ở loài này là 10,4 tuổi. N. parilus sinh sản vào mùa đông đến đầu mùa xuân. Thức ăn của N. parilus là các loài động vật chân bụng, động vật giáp xác và cầu gai.